# أورشسيلا سينكتا
أورشسيلا سينكتا (بالإنجليزية: Orchesella cincta) نوع من طائفة قافزات الذيل الشائعة في جنوب أمريكا وفي أوروبا. يصل معدل طولها إلى أربع ميلمترات. الكلمة كنكتا تعني بالأساس "مربوط"؛ وتشير إلى اللون المميز لشريحة البطن الثالثة.

## وصف
قافزات الذيل بشكل عام قصيرة الطول. تعد من أقرباء الحشرات (ولكنها لا تعد من الحشرات) إذ لا تمتلك أجنحة. بشكل عام يتكوّن بطنها من ست شرائح، الأنبوب الزائد الدودية بارز من شريحة البطن الأولى. ذيلها متشعب ومطويّ تحت شريحة البطن الأخيرة؛ والذي يُمكنها من القفز في الهواء.

## التوزيع الجغرافي
تعيش أورشسيلا سينكتا في أوروبا الغربية وكندا. عُرفت من النرويج، سويد، فرنسا، جزر بريطانيا. هي واحدة من الانواع الشائعة في جزر بريطانيا؛ إذ أنّها معروفة في مواقع عديدة في سكوتلندا، إنجلترا، إيرلندا. هي معروفة بشكل كبير في سانت هيلينا في المحيط الأطلسي.
تعيش بشكل عام في التراب وبين ورق الشجر المتساقط في المناطق البرية. في المختبر تُحفظ في غُصين مغطى بطحالب خضراء.

## النظام البيئي
تنسلخ قافزات الذيل من صنف أورشسيلا سينكتا خلال حياتها، والانسلاخ هو طرح الحيوان لقشرته الخارجية، كما يتناوب الغذاء وأطوار التناسل خلال حياتها. عندما لا تكون الظروف مناسبة (مثل حالات الجفاف أو درجات الحرارة المنخفضة) تتوقف عملية التكاثر حتى تتحسن الظروف. تتزامن عملية التكاثر مع وجود هذا الحيوان في تعداد سكاني؛ وهذه الطريقة فعالة جدا، تجمهر السكان يتيح الكثير من المصادر لهذا الحيوان.
أورشسيلا سينكتا هي حيوان متنقل بوتيرة عالية -أكثر من أيّ حيوان آخر-، تميل إلى أن تنتقل إلى شقوق الأرض أو أوراق الشجر.